# یواس‌اس ساساکاس (۱۸۶۲)
یواس‌اس ساساکاس (۱۸۶۲) (به انگلیسی: USS Sassacus (1862)) یک کشتی بود که طول آن ۲۰۵ فوت (۶۲ متر) بود. این کشتی در سال ۱۸۶۲ ساخته شد.